# Новый Кондуровский
Новый Кондуровский — посёлок в Кизильском районе Челябинской области России. Входит в состав Измайловского сельского поселения.

## География
Посёлок находится на юге Челябинской области, в пределах юго-восточных предгорьий Южного Урала, в степной зоне, на левом берегу реки Большой Караганки, на расстоянии 36 километров по прямой к юго-востоку от села Кизильского, административного центра района. Абсолютная высота 307 метров над уровнем моря.
Климат
Климат резко континентальный с сухим жарким летом и суровой зимой. Среднегодовое количество осадков: 266 мм. Средняя температура самого холодного месяца (января) составляет −17,9 °С, самого тёплого (июля) — +19,9 °С.

## Население
| 2002 | 2010 |
| ---- | ---- |
| 273  | ↘236 |

Гендерный состав
По данным Всероссийской переписи населения 2010 года в гендерной структуре населения мужчины составляли 47,5 %, женщины — 52,5 %.
Национальный состав
Согласно результатам переписи 2002 года, в национальной структуре населения русские составляли 47 %.

## Улицы
Уличная сеть посёлка состоит из четырёх улиц.